# Thomas Kossendey

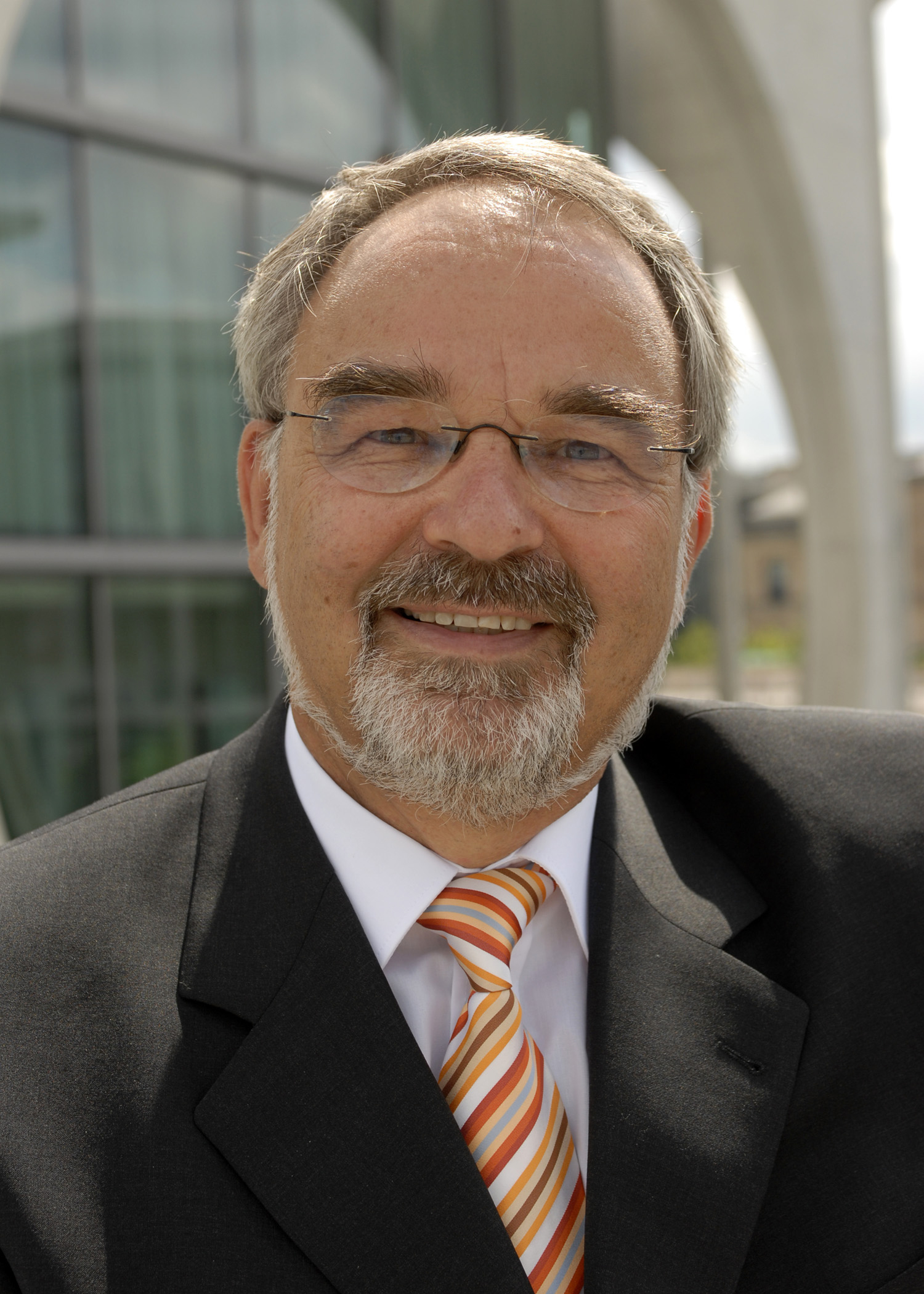
Thomas Kossendey (2013)

Thomas Kossendey (* 4. März 1948 in Berlin) ist ein deutscher Politiker (CDU). Er war von 2006 bis 2013 Parlamentarischer Staatssekretär beim Bundesminister der Verteidigung.

## Leben und Beruf
Nach dem Abitur 1967 leistete Kossendey Wehrdienst und absolvierte anschließend ein Studium der Rechts- und Staatswissenschaften an der Universität zu Köln und der Westfälischen Wilhelms-Universität Münster, welches er mit dem ersten juristischen Staatsexamen beendete. Nach dem Referendariat legte er 1979 auch das zweite Staatsexamen ab und trat 1980 in die Verwaltung des Landes Niedersachsen ein, wo er zuletzt als Regierungsdirektor das Ministerbüro im Kultusministerium leitete.
Thomas Kossendey ist römisch-katholisch, verheiratet und Vater eines Sohnes. Er lebt mit seiner Familie in der Gemeinde Edewecht bei Oldenburg.

## Partei
Kossendey trat 1971 in die CDU und die Junge Union (JU) ein und war von 1974 bis 1980 Vorsitzender des JU-Landesverbandes Oldenburg. Von 1993 bis 2003 war er Vorsitzender des CDU-Kreisverbandes Ammerland.

## Abgeordneter
Von 1987 bis 2013 war Kossendey Mitglied des Deutschen Bundestages. Er war hier von 1998 bis 2006 stellvertretender Vorsitzender des Verteidigungsausschusses und war ab 2006 Vorsitzender der Deutsch-türkischen Parlamentariergruppe.
Thomas Kossendey zog stets über die Landesliste Niedersachsen in den Bundestag ein, bis er bei der Bundestagswahl 2009 das Direktmandat im Wahlkreis Oldenburg – Ammerland errang. Zur Bundestagswahl 2013 trat er nicht mehr an.

## Öffentliche Ämter

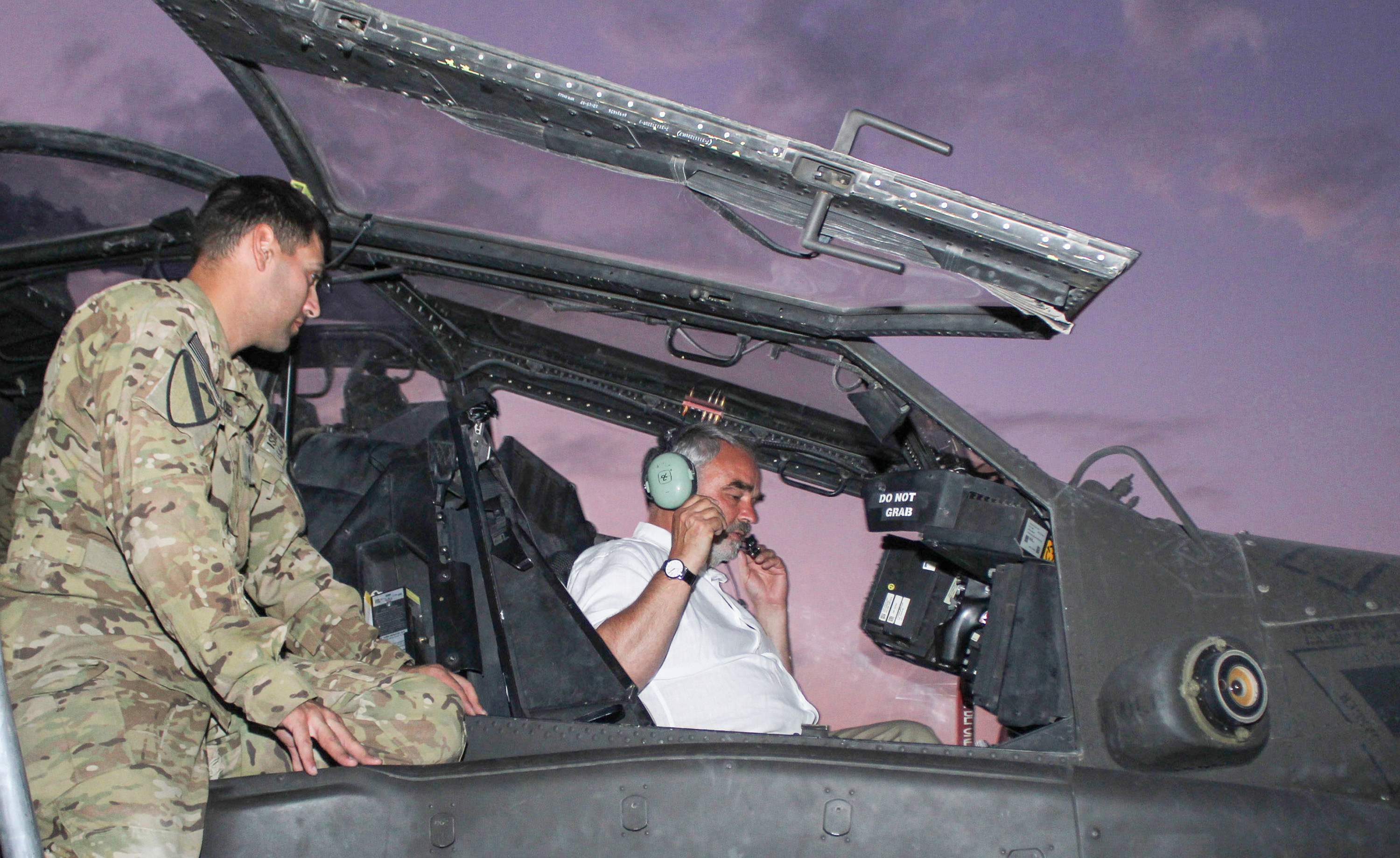
Thomas Kossendey in einem US-Kampfhubschrauber vom Typ AH-64D im Camp Marmal in Afghanistan, 2011

Am 27. Oktober 2006 wurde Kossendey zum Parlamentarischen Staatssekretär beim Bundesminister der Verteidigung ernannt. In diesem Amt folgte er Friedbert Pflüger nach, der als Oppositionsführer in die Berliner Landespolitik gewechselt war.
Am 17. Dezember 2013 wurde Thomas Kossendey durch Thomas de Maizière in den Ruhestand verabschiedet.

## Nebentätigkeiten
- ehemalige ehrenamtliche Tätigkeiten:
  - Präsident der Oldenburgischen Landschaft (2011–2019)[8]
  - Vizepräsident der „Deutschen Gesellschaft für Wehrtechnik e. V.“ (DWT) (1999–2013)[9]
  - Vizepräsident der „Gesellschaft für Wehr- und Sicherheitspolitik e. V.“ (GfW) (1999–2013)[10]
  - Mitglied des Beirates der Bosporus-Gesellschaft e. V.
  - Vorsitzender des Beirates für Verteidigung
  - Mitglied des Verwaltungsrates OFFIS e. V., Oldenburg (Forschungs- und Entwicklungsinstitut für Informatik)
  - Gesellschaft zum Studium strukturpolitischer Fragen[11] e. V., Berlin
- aktuelle ehrenamtliche Tätigkeiten:
  - 1. Vorsitzender der „Franz-Radziwill-Gesellschaft e. V.“ (seit 2020)[12]
  - stellvertretender Vorsitzender des „Fördervereins Invalidenfriedhof e. V.“
  - Beiratsmitglied der Oldenburgischen Landschaft (seit 2019)
  - Ehrenpräsident der „Gesellschaft für Sicherheitspolitik e. V.“, ehemals „Gesellschaft für Wehr- und Sicherheitspolitik e. V.“ (seit 2013)[10]

## Kabinette
- Kabinett Merkel I – Kabinett Merkel II